# Empoasca fissurata
Empoasca fissurata är en insektsart som beskrevs av Irena Dworakowska 1968. Empoasca fissurata ingår i släktet Empoasca och familjen dvärgstritar. Inga underarter finns listade i Catalogue of Life.